# جهان ایستا
جهان ایستا که با نام «ثابت»، «بی‌نهایت» و «بی‌نهایت ایستا» نیز شناخته می‌شود، یک مدل کیهان‌شناسی است که در آن جهان، هم از نظر فضایی و هم از نظر زمانی بی‌نهایت است و فضا نه در حال انبساط است و نه انقباض. چنین جهانی تخت است و خمش فضایی ندارد. ایده جهان ایستای بی‌نهایت نخستین بار توسط جوردانو برونو پیشنهاد شد.
بر خلاف این مدل، اینشتین در کیهان‌شناسی‌اش جهانی از نظر زمانی بی‌نهایت اما از نظر فضایی متناهی را در مقاله‌اش با نام «ملاحظات کیهان‌شناسی در نظریه نسبیت عام» در سال ۱۹۱۷معرفی نمود.
پس از کشف رابطه میان انتقال به سرخ و فاصله توسط وستو اسلیفر و ادوین هابل، کشیش کاتولیکی به نام ژرژ لومتر، انتقال به سرخ را به عنوان مدرکی برای اثبات انبساط جهان و در نتیجه مه‌بانگ تفسیر نمود، در حالیکه فریتس تسوئیکی پیشنهاد نمود که انتقال به سرخ توسط فوتونهایی ایجاد می‌شود که انرژی خود را در حین عبور از ماده یا در تقابل با نیروهای میان‌کهکشانی از دست می‌دهند. پیشنهاد تسوئیکی توسط ریچارد تولمن یکی از طرفداران نظریه مه‌بانگ با نام فرصیه نور خسته نامگذاری شد.